# Fernando Quiroz Calderón
Fernando Andrés Quiroz Calderón (Villarrica, Chile, 9 de septiembre de 1997) es un futbolista chileno que juega de delantero.

## Clubes
| Club                         | País  | Año       |
| ---------------------------- | ----- | --------- |
| Deportes Temuco              | Chile | 2016-2022 |
| → Iberia (cedido)            | Chile | 2019-2020 |
| → San Antonio Unido (cedido) | Chile | 2021      |
| → Iberia (cedido)            | Chile | 2022      |